# محمد یکم، امیر قرطبه
محمد یکم، پنجمین امیر امارت قرطبه بود که در سال ۲۳۸ ق / ۸۵۲ م پس از مرگ پدرش عبدالرحمن دوم به امارت رسید. عبدالرحمن مذاهب همهٔ فرزندانش را بررسی و محمد را از همه شایسته‌تر برای سمت جانشینی خویش دید، اما رسماً آن را اعلام نکرد چون می‌دانست با اعلام خبر جانشینی دیگر فرزندان وی شورش می‌کنند، عبدالرحمن هنگامی که در بستر بیماری بود با پسر خودش محمد بیعت نمود و او را جانشین خودش کرد

## به قدرت رسیدن محمد یکم
بعد از مرگ عبدالرحمن به سبب بیماری خدمتگذاران وی برای انتخاب جانشین وی درهای قصر را بستند و جلسه مخفیانه‌ای ترتیب دادند و کسی را جز محمد شایسته جانشینی عبدالرحمن ندانستند و با او بیعت کردند، بدین ترتیب محمد رسماً جانشین عبدالرحمن شد، محمد پس از به قدرت رسیدن، اکثر دولتمردان شایسته دوره پدرش را در مناصب خودشان ابقا کرد و به آنها آزاده عمل بیشتری داد.
محمد یکم همواره فردی دلسوز، عارف، نیکو سیرت و از کارهای زشت پیراسته بود، همیشه حق و اهل آن را بر دیگران برتری می‌داد

## شورش‌های این دوران
شورش‌های بسیاری در زمان حکومت محمد یکم اتفاق می‌افتد و به همین خاطر دوران حکومت او را عصر فتنه و تفرقه می‌نامند ۲۵۲ه‍.ق شورشهایی که در زمان محمد اتفاق افتاد خسارت‌های زیادی به دنبال داشت با وجود اینکه اکثر این شورش‌ها توسط خود محمد سرکوب می‌شدند، مهمترین این شورشها عبارتند از:  شورش مولدان، شورش طلیطله، شورش بنی قیس، شورش عبدالرحمن جلیقی و شورش ابن حفضون
محمد یکم اگرچه عهدش عهد پراکندگی وحدت و سرشار از نفاق بود اما خود او یکی از بهترین امرای اموی برای مردم بود، محمد یکم سرانجام در صفر۲۷۳ه/۸۸۶ م فوت کرد و پسرش منذر به راحتی جانشین وی شد